# Contre-la-montre féminin espoir aux championnats d'Europe de cyclisme sur route 2017
Le contre-la-montre féminin espoir des championnats d'Europe de cyclisme sur route 2017 a lieu le 2 août 2017 à Herning, au Danemark. Il est remporté par la Danoise Pernille Mathiesen.

## Classement
| \| Classement général \| Classement général \| Classement général \| Classement général \| Classement général \| \| Coureuse \| Coureuse \| Pays \| Équipe \| Temps \| \| ------------------ \| ------------------------ \| ------------------ \| ------------------ \| ------------------ \| \| 1re \| Pernille Mathiesen \| Danemark \| Danemark \| 41 min 29 s \| \| 2e \| Cecilie Uttrup Ludwig \| Danemark \| Danemark \| + 4 s \| \| 3e \| Lisa Klein \| Allemagne \| Allemagne \| + 11 s \| \| 4e \| Clara Koppenburg \| Allemagne \| Allemagne \| + 42 s \| \| 5e \| Séverine Eraud \| France \| France \| + 1 min 40 s \| \| 6e \| Agnieszka Skalniak-Sójka \| Pologne \| Pologne \| + 1 min 49 s \| \| 7e \| Melissa Lowther \| Royaume-Uni \| Grande-Bretagne \| + 1 min 54 s \| \| 8e \| Lisa Morzenti \| Italie \| Italie \| + 2 min 01 s \| \| 9e \| Kseniia Tsymbalyuk \| Russie \| Russie \| + 2 min 12 s \| \| 10e \| Juliette Labous \| France \| France \| + 2 min 20 s \| |                          |             |                 |              |
| |                          |             |                 |              |
| Source : ProCyclingStats |                          |             |                 |              |
| Classement général |                          |             |                 |              |
| Coureuse | Coureuse                 | Pays        | Équipe          | Temps        |
| 1re | Pernille Mathiesen       | Danemark    | Danemark        | 41 min 29 s  |
| 2e | Cecilie Uttrup Ludwig    | Danemark    | Danemark        | + 4 s        |
| 3e | Lisa Klein               | Allemagne   | Allemagne       | + 11 s       |
| 4e | Clara Koppenburg         | Allemagne   | Allemagne       | + 42 s       |
| 5e | Séverine Eraud           | France      | France          | + 1 min 40 s |
| 6e | Agnieszka Skalniak-Sójka | Pologne     | Pologne         | + 1 min 49 s |
| 7e | Melissa Lowther          | Royaume-Uni | Grande-Bretagne | + 1 min 54 s |
| 8e | Lisa Morzenti            | Italie      | Italie          | + 2 min 01 s |
| 9e | Kseniia Tsymbalyuk       | Russie      | Russie          | + 2 min 12 s |
| 10e | Juliette Labous          | France      | France          | + 2 min 20 s |